# 邓大量
邓大量 (1937年7月3日—)，籍贯河南洛阳，生于台湾，地质物理学家。1959年毕业于国立台湾大学地質系，1966年取得美国加州理工学院地理与应用数学博士学位。1967年进入南加州大学地理系任教。1990年当选第18屆中央研究院數理科學組院士。

## 主要研究领域
1. 地球物理
2. 地質學
3. 應用數學科學